# Schuilkerk
Der Begriff Schuilkerk (deutsch: Versteckte Kirche oder auch Schlupfkirche) bezeichnet in den Niederlanden Kirchen, die von außen nicht direkt als Kirchen zu erkennen sind. 

## Geschichte
Diese Form des Kirchenbaus wurde in der Zeit der Republik der Sieben Vereinigten Provinzen im 17. und 18. Jahrhundert vor allem von Katholiken, Lutheranern, Remonstranten, Mennoniten (Doopsgezinde) und Altkatholiken praktiziert. Die Niederlande waren in jener Zeit zum größten Teil calvinistisch (evangelisch-reformiert) geprägt. Andere Religionsgruppen wurden toleriert (siehe auch Goldenes Zeitalter), durften jedoch nicht offen in Erscheinung treten. Hiervon waren die Katholiken und ab 1723 die Altkatholiken, aber auch kleinere protestantische Kirchen betroffen. Nach der Dordrechter Synode 1618/19 betraf dies auch die aus der Reformierten Kirche ausgeschlossenen Remonstranten. Trotz schlichter Fassade waren einige der versteckten Kirchen im Inneren reich ausgestaltet.
Auf dem Land waren solche Kirchen oft in kleinere Wohngebäude oder Scheunen integriert, so dass diese auch als Schuurkerk (Scheunenkirche) bezeichnet wurden.

## Einrichtung
Anfangs waren Schuilkerken nur sehr provisorisch eingerichtet. Später wurde bei der Einrichtung der Stil der Zeit verwendet. Katholische Schuilkerken wurden im barocken Stil, häufig mit Kunstgegenständen aus den südlichen Niederlanden, eingerichtet. Aufgrund der sehr beschränkten Grundfläche wurden viele Schuilkerken in den Städten mit Galerien ausgestattet, um so mehr Sitzplätze zu bieten.

## Außerhalb der Niederlande
Ein Beispiel für Schuilkerken außerhalb der Niederlande ist die frühere Mennonitenkirche in Elbing. Auch die im schleswigschen Friedrichstadt von der niederländisch geprägten mennonitischen Gemeinde errichtete Mennonitenkirche Friedrichstadt befindet sich hinter dem alten Münzgebäude und ist von der Straße aus nicht unmittelbar zu erkennen.

## Beispiele für noch existierende Schuilkerken (Auswahl)
In den Niederlanden bestehen noch zahlreiche Schuilkerken. Zu nennen sind unter anderem:
- Doopsgezinde Kerk in Utrecht
- Doopsgezinde Kerk in Deventer
- Heilige-Petrus-und-Paulus-Kirche, auch genannt De Papegaai (Der Papagei) in Amsterdam (Kalverstraat)
- Kapelle auf dem Beginenhof in Amsterdam
- Katholische Schuilkerk Ons’ Lieve Heer op Solder (unser lieber Herrgott auf dem Dachboden) in Amsterdam (früher Museum Amstelkring)
- Singelkerk an der Singel in Amsterdam
- Alt-Katholische Kirche in Den Haag

## Bilder

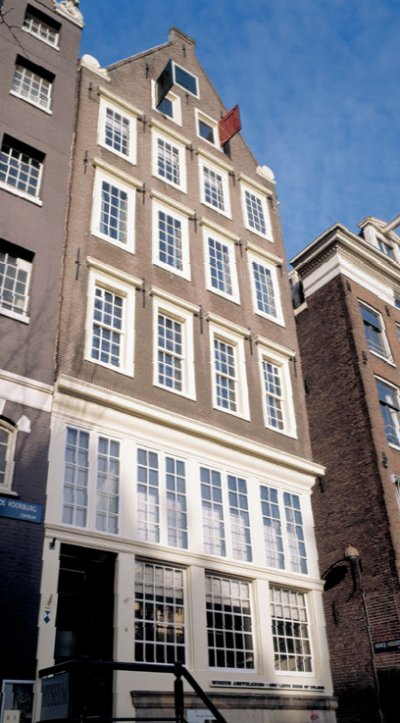
Frühere katholische Kirche in Amsterdam, heute Museum Ons’ Lieve Heer op Solder
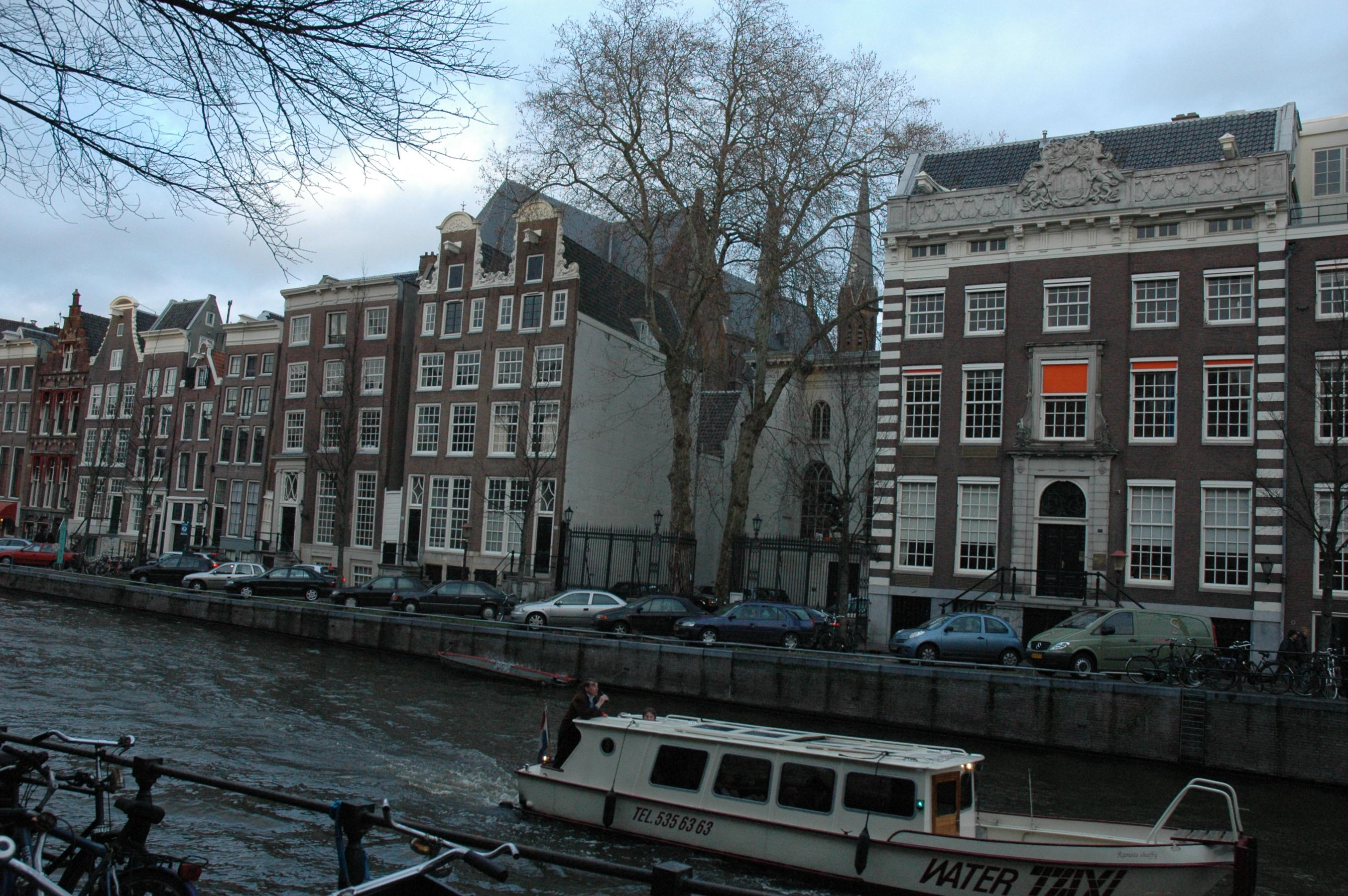
Ansicht der eingerückten und von der Straße getrennten mennonitischen Singelkerk (Doopsgezinde kerk Bij 't Lam) in Amsterdam
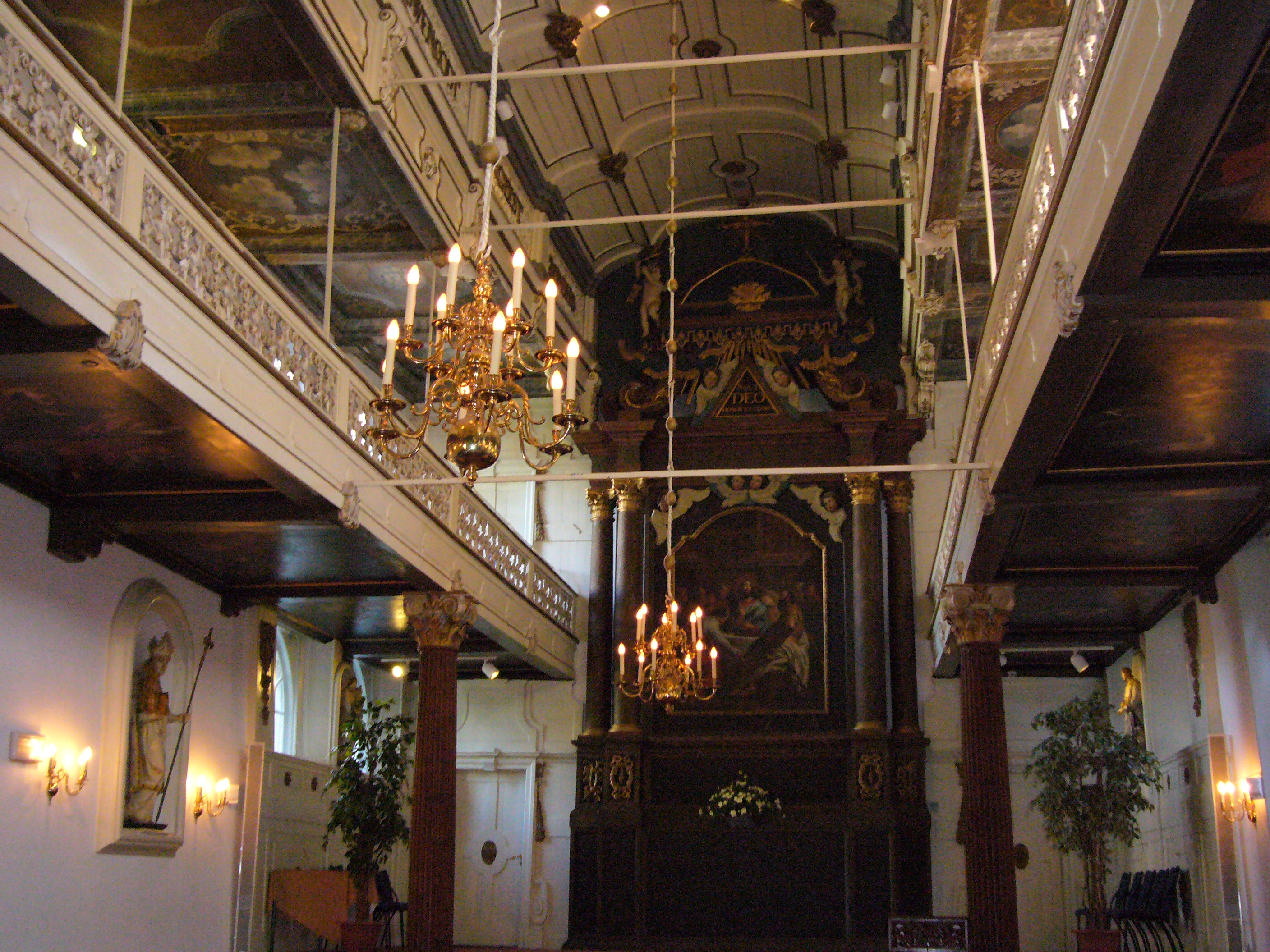
Beispiel für das oft reich ausgestattete Innere, oft auch mit eingezogenen Galerien, hier am Beispiel der altkatholischen Gertrudiskapelle in Utrecht
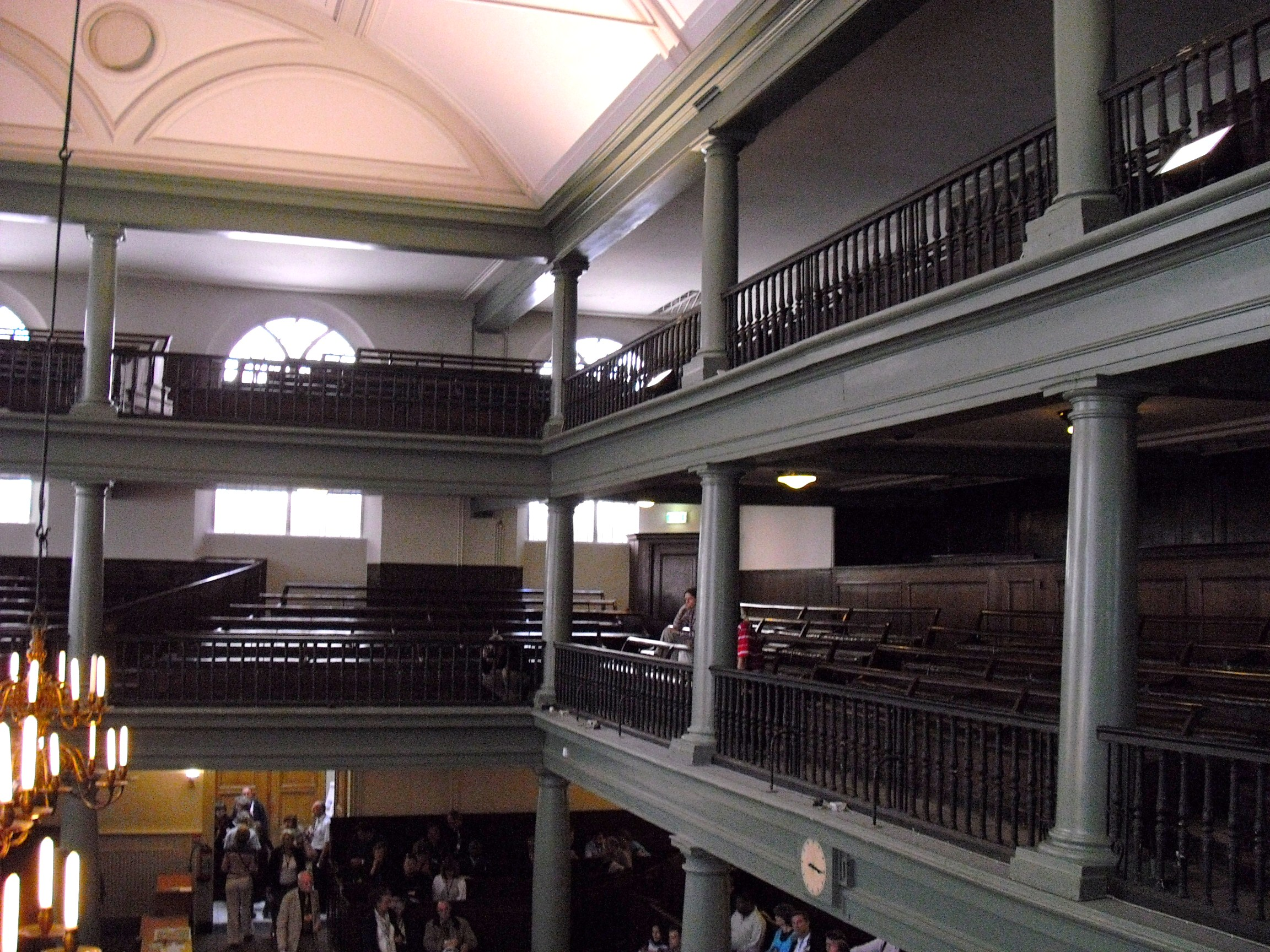
Die Singelkerk in Amsterdam besitzt im Inneren mehrere Emporen
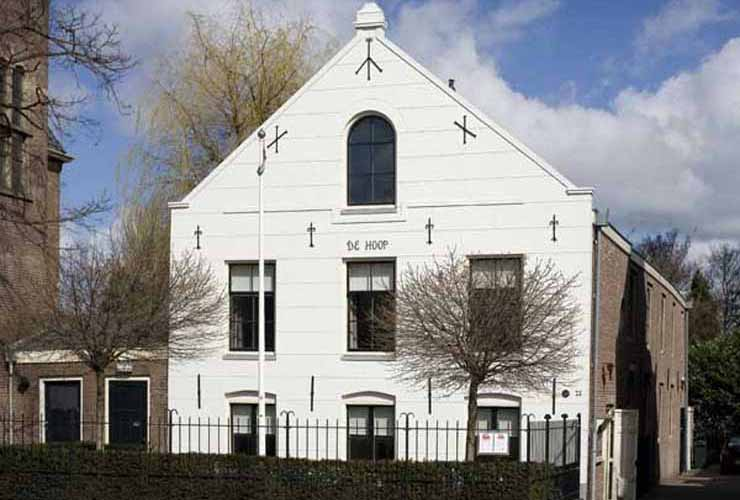
Schuilkerk De Hoop (Die Hoffnung) in Diemen, gebaut 1786–1787
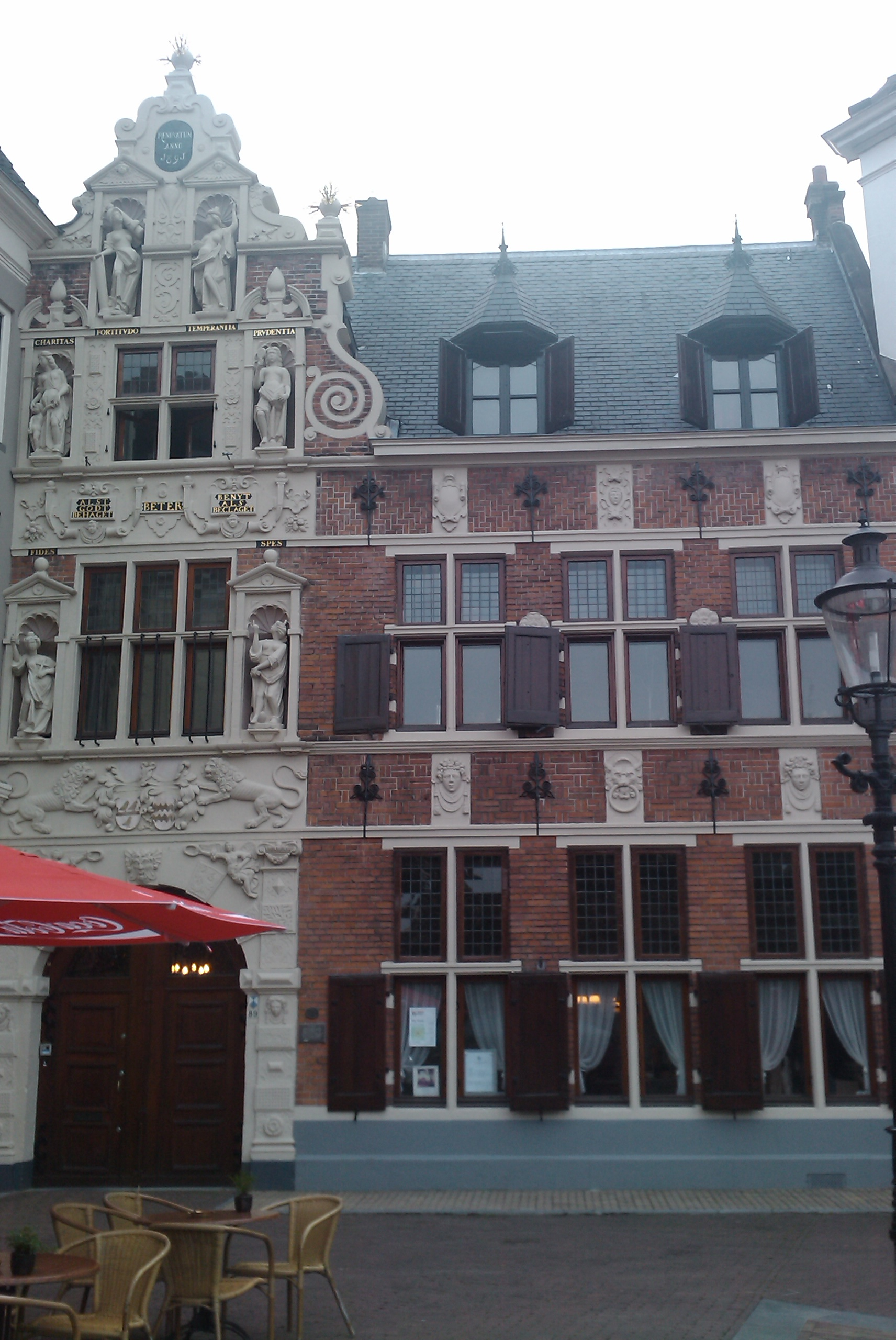
Die mennonitische Doopsgezinde Kerk in Deventer
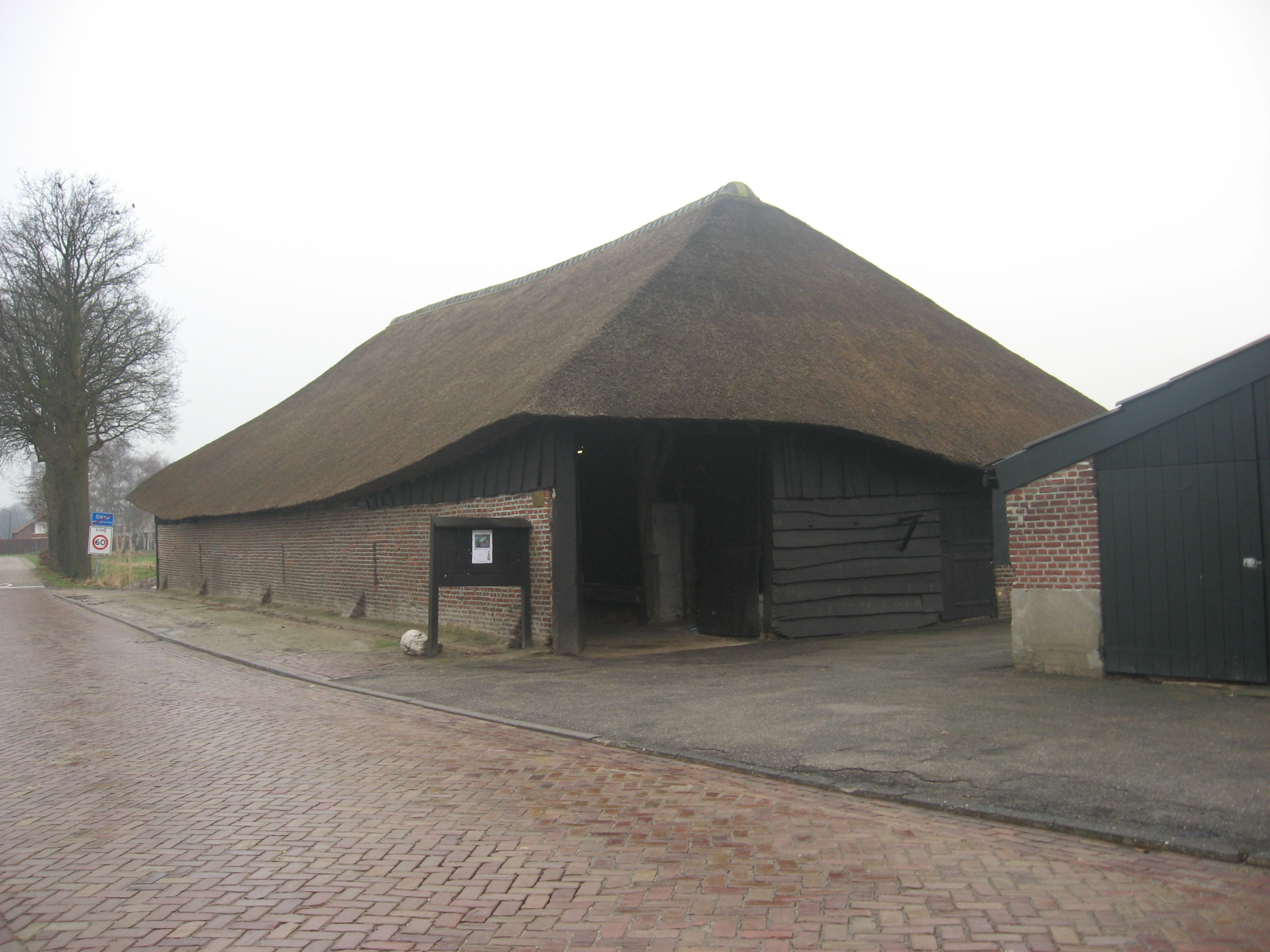
Beispiel einer Scheunenkirche (ndl. Schuurkerk), hier die kath. Kirche in Gilze
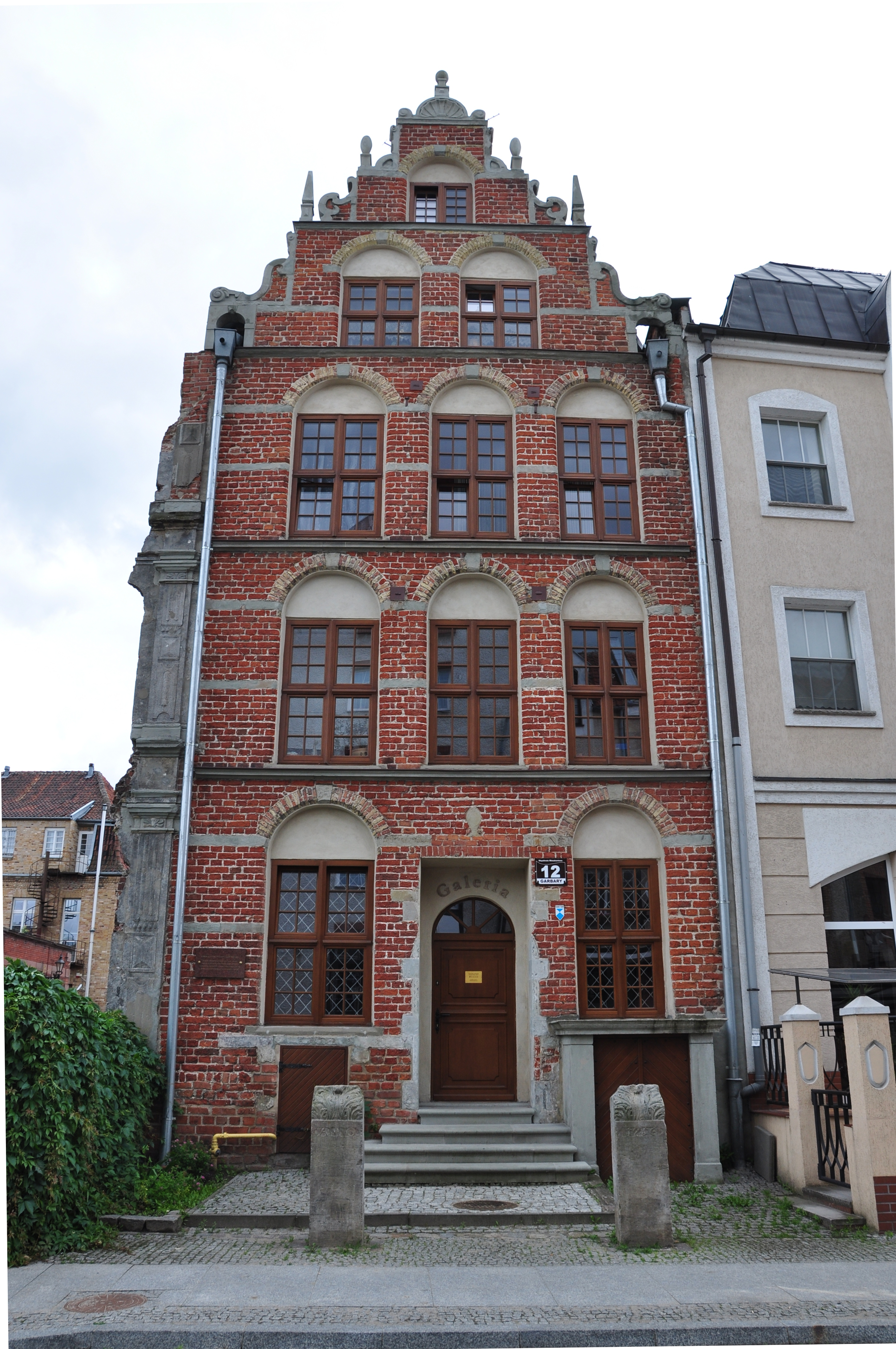
Beispiel einer versteckten Kirche außerhalb der Niederlande, hier die frühere Mennonitenkirche in Elbing